# Старий Скалат (гміна)
Гміна Старий Скалат  (пол. Gmina Skałat Stary)— колишня сільська гміна у Скалатському повіті Тернопільського воєводства Другої Речі Посполитої. Адміністративним центром гміни було село Старий Скалат. 
Гміна утворена 1 серпня 1934 року на підставі нового закону про самоуправління (23 березня 1933 року).
Площа гміни — 82,88 км²

Кількість житлових будинків — 1488

Кількість мешканців — 7450
Гміну створено на основі попередніх гмін: Старий Скалат, Хмелиська, Новосілка Скалатська (тепер просто Новосілка), Полупанівка.